# Zethes humilis
Zethes humilis är en fjärilsart som beskrevs av Paul Mabille 1899. Zethes humilis ingår i släktet Zethes och familjen nattflyn. Inga underarter finns listade i Catalogue of Life.